# Antonín Seďa
Antonín Seďa (* 12. prosince 1960 Šternberk) je český politik, v letech 2002 až 2017 poslanec Poslanecké sněmovny PČR za Zlínský kraj, člen SOCDEM.

## Vzdělání, profese a rodina
V roce 1980 odmaturoval na SPŠ strojní v Uherském Hradišti, v letech 1980–1983 studoval na Strojní fakultě VUT v Brně. Mezi lety 1983–1985 absolvoval obor stavba letadel jako civilní posluchač Vojenské akademie A. Zápotockého v Brně. Po škole nastoupil do Letu Kunovice, kde do roku 1996 pracoval jako samostatný vývojový pracovník v oddělení zástavby pohonných jednotek. Do roku 1998 vykonával práci vedoucího technika servisu elektráren u firmy ABB Energetické systémy, s.r.o. S manželkou vychoval syny Ondřeje a Marka.

## Politická kariéra
V roce 1989 vstoupil do České strany sociálně demokratické (od roku 2023 Sociální demokracie), respektive podílel se na jejím obnovení. V komunálních volbách v roce 1994, komunálních volbách v roce 1998, komunálních volbách v roce 2002, komunálních volbách v roce 2006 a komunálních volbách v roce 2010 byl zvolen do zastupitelstva města Uherské Hradiště. Profesně se k roku 1998 uváděl jako technik OTS. Ve volebním období 1998–2002 zde působil i jako radní.
Ve volbách v roce 2002 byl zvolen do poslanecké sněmovny za ČSSD (volební obvod Zlínský kraj). Byl členem sněmovního výboru pro obranu a bezpečnost. Poslanecké křeslo obhájil ve volbách v roce 2006. Byl místopředsedou výboru pro obranu a v letech 2009-2010 i členem výboru pro bezpečnost. Opětovně byl do sněmovny zvolen ve volbách v roce 2010. Byl členem výboru pro obranu (do prosince 2011 výbor pro obranu a bezpečnost) a od března 2012 i členem výboru pro sociální politiku.
Ve volbách do Poslanecké sněmovny PČR v roce 2013 kandidoval ve Zlínském kraji jako lídr ČSSD a byl zvolen poslancem. V komunálních volbách v roce 2014 obhájil za ČSSD post zastupitele města Uherské Hradiště. Ve volbách v roce 2018 byl sice lídrem tamní kandidátky sociální demokracie, ale obhájit mandát se mu nepodařilo. Vlivem preferenčních hlasů se posunul na druhé místo, strana však získala pouze jeden mandát. Zvolen nebyl ani ve volbách v roce 2022.
Ve volbách do Poslanecké sněmovny PČR v roce 2017 byl lídrem ČSSD ve Zlínském kraji. Mandát poslance se mu však obhájit nepodařilo, skončil jako druhý náhradník.
Ve volbách do Senátu PČR v roce 2020 kandidoval za ČSSD v obvodu č. 81 – Uherské Hradiště. Se ziskem 9,45 % hlasů skončil na 4. místě a do druhého kola nepostoupil.
V roce 2019 mu byla za dlouholetou činnost v oblasti obranné a bezpečnostní politiky ČR udělena Cena Bezpečnostní rady státu.